# ヴィオリスト
ヴィオリストとは、ヴィオラの演奏家のことを言う。ヴィオラの楽譜は基本的にハ音記号で書かれるため、ヴィオリストになるためにはハ音記号で書かれた楽譜に慣れている必要がある。

## 著名なヴィオリストの一覧
五十音順に並んでいる。クラシック音楽の演奏家一覧#ヴィオラ奏者も参照。

### 日本以外

#### あ行
- セシル・アロノヴィッツ
- メアリ・オリヴァー

#### か行
- トーマス・カクシュカ
- キム・カシュカシャン
- モーリン・ガラガー
- ヘレン・カラス
- レベッカ・クラーク
- ヴォルフラム・クリスト
- ジョン・ケイル
- ウルリヒ・コッホ

#### さ行
- ブルーノ・ジュランナ
- ピンカス・ズーカーマン
- ヨゼフ・スーク
- ジョゼフ・ド・パスクワーレ

#### た行
- ライオネル・ターティス
- タベア・ツィンマーマン
- クリストフ・ドゥジャルダン
- ワルター・トランプラー
- フョードル・ドルジーニン

#### な行
- ガース・ノックス

#### は行
- ヴェロニカ・ハーゲン
- ユーリ・バシュメット
- ルドルフ・バルシャイ
- エデン・パルトシュ
- マウリツィオ・バルベッティ
- パウル・ヒンデミット
- リリアン・フックス
- サラ＝ジェーン・ブラッドレー
- ウィリアム・プリムローズ
- イーゴリ・ボグスラフスキー

#### ま行
- シュロモ・ミンツ
- ライナー・モーク

#### ら行
- リブカ・ゴラーニ
- マキシム・リザノフ
- アルフレート・リプカ

### 日本

#### あ行
- 安藤裕子
- 磯村和英
- 井上祐子
- 今井信子
- 生沼晴嗣
- 恵谷真紀子
- 大野かおる
- 大山平一郎
- 岡田伸夫
- 奥幸代

#### か行
- 金丸葉子
- 川本嘉子
- 後藤悠仁

#### さ行
- 佐々木亮
- 佐藤美代子
- ザザ・ゴグア
- 篠崎友美
- 清水直子
- 菅沼準二
- 杉田恵理
- 鈴木学
- 鈴木康浩
- 須田祥子

#### た行
- 植村理一
- 高橋 梓
- 瀧本麻衣子
- 店村眞積
- 土屋邦雄
- 豊嶋泰嗣

#### な行
- 中山裕一
- 今上天皇

#### は行
- 波木井賢
- 長谷川弦
- 長谷川弥生
- 百武由紀
- 深井碩章

#### ま行
- 御供和江

#### や行
- 吉瀬弥恵子